# Kínai jüan
A kínai jüan Kína hivatalos pénzneme. Neve kínai nyelven zsenminpi (renminbi) (egyszerűsített kínai: 人民币; hagyományos kínai: 人民幣; pinjin: rénmínbì; szó szerinti jelentése: „népi pénz”, magyaros átírásban zsenminpi). Elterjedt rövidítése az RMB.
Kínában törvényes fizetési eszköz még a makaói pataca és a hongkongi dollár is. Emellett 2023-ban már intenzív nyilvános kísérleteket folytattak a digitális jegybankpénz, a digitális jüan (e-RMB) bevezetésére, ami már szintén törvényes fizetési eszköz.

## Váltópénz
A zsenminpi (renminbi) egysége a jüan (yuan). Kínai karakterekkel leírva két formája létezik: egy népies (元 – eredeti jelentése: ’első’) és egy hivatalos (圆 – eredeti jelentése: ’gömbölyű’), amelyet csekkek kitöltésénél alkalmaznak. Északon a jüan (yuan) helyett a „kuaj (kuai)” (块 – eredeti jelentése: ’darabka’) elnevezést használják.
Egy jüan (yuan) 10 csiaót (jiao-t) (角 – eredeti jelentése: ’szeglet’) ér. Ezt Peking (Beijing) környékén szokás „mao” (毛 – eredeti jelentése: ’pihe’) néven is említeni. Egy csiao (jiao) tovább osztható 10 fenre (分 – eredeti jelentése: ’feloszt’).

## Érmék, bankjegyek
A zsenminpi (renminbi) 1949-es bevezetése óta már öt sorozat jelent meg. Érdekesség, hogy valamennyi címletben létezik papírpénz, 1 jüan (yuan) és kisebb címletben fémpénz is. Papírpénzekből alapvetően már csak a negyedik (népviseletben lévő figurák) és ötödik sorozat van érvényben – miután a harmadik sorozatot 2000-ben a Kínai Nemzeti Bank visszahívta –, de a kisebb címleteknél, így az 1, 2 és 5 fenes bankjegyeknél még mindig az 1950-es években kibocsátott második sorozat (teherautó, repülő, hajó) van érvényben. A fenek kivételével mindegyik bankjegyen mind kínai, mind arab számjeggyel, illetve a bankjegy hátulján mandarin, mongol, ujgur és csuang nyelven (zhuang nyelven) szövegesen is szerepel a címlet értéke.
1999-től folyamatosan új renminbi érme- és bankjegysorozatot (5. sorozat) vezetnek be. A legutolsót, az 1 jüanos (yuan-os) bankjegyet 2004. július 30-án hozták forgalomba.
Az eddig bevezetett 1, 5, 10, 20, 50 és 100 jüanos (yuan-os) bankjegy immár biztonsági jeleket (fémszál, vízjel, ultraibolya fény alatt fluoreszkáló rostok, hologramos számok (csak az 50 és 100 jüanos (yuan-os)nál) is tartalmaz a pénzhamisítás ellen. Mindegyik bankjegyen Mao Ce-tung (Mao Zedong) képe látható a hivatalos állásfoglalás szerint a könnyű felismerhetőség érdekében. Sejthető azonban a Kínai Kommunista Párt Mao személyi kultuszára épülő politikai befolyásolása is a portrék mögött.
Több közgazdász, köztük Mao Jü-si (Mao Yushi) is 1997 óta azt javasolja, hogy vezessék be az 500 és 1000 jüanos (yuan-os) bankjegyeket, mert a kis címletek plusz költségeket jelentenek a pénzintézeteknek, mivel gyorsabban elhasználódnak ezek a címletek, és a tárolásuk is több helyet igényel. 2012-ben a központi bank kormányzóhelyettese, Hu Hsziao-lien (Hu Xiaolian) megerősítette, hogy nem bocsátanak ki újabb címletű bankjegyeket, mert az inflációt gerjeszt, és egy esetleges hamisítás esetén nagyobb veszteséget okoz, mint a kis címletű bankjegy.
| Címlet          | 2. sorozat  | 3. sorozat  | 4. sorozat  |
| --------------- | ----------- | ----------- | ----------- |
| 1 fen           |             | Nem készült | Nem készült |
| 2 fen           |             | Nem készült | Nem készült |
| 5 fen           |             | Nem készült | Nem készült |
| 1 csiao (jiao)  |             |             |             |
| 2 csiao (jiao)  |             |             |             |
| 5 csiao (jiao)  |             |             |             |
| 1 jüan (yuan)   |             |             |             |
| 2 jüan (yuan)   |             |             |             |
| 3 jüan (yuan)   |             | Nem készült | Nem készült |
| 5 jüan (yuan)   |             |             |             |
| 10 jüan (yuan)  |             |             |             |
| 50 jüan (yuan)  | Nem készült | Nem készült |             |
| 100 jüan (yuan) | Nem készült | Nem készült |             |

### 5. sorozat
2019. augusztus 30-án biztonságosabb bankjegyeket hoztak forgalomba, amelyek kinézetükben megegyeznek az eddig is forgalomban lévőkkel.
| érték           | méret       | szín        | leírás                     | leírás                                             | leírás      | dátum     | dátum               | dátum       |
| érték           | méret       | szín        | előlap                     | hátlap                                             | vízjel      | nyomtatás | kibocsátás          | visszavonás |
| --------------- | ----------- | ----------- | -------------------------- | -------------------------------------------------- | ----------- | --------- | ------------------- | ----------- |
| 1 jüan (yuan)   | 130 × 63 mm | sárga, zöld | Mao Ce-tung és orchidea    | Három medencében tükröződik a hold a Nyugati-tónál | orchidea    | 1999      | 2004. július 30.    | forgalomban |
| 5 jüan (yuan)   | 135 × 63 mm | bíbor       | Mao Ce-tung és nárcisz     | Taj-hegy (Tai-hegy)                                | Nárcisz     | 1999      | 2002. november 18.  | forgalomban |
| 10 jüan (yuan)  | 140 × 70 mm | kék         | Mao Ce-tung és rózsa       | Három Szoros a Jangce-folyónál                     | Rózsa       | 1999      | 2001. szeptember 1. | forgalomban |
| 20 jüan (yuan)  | 145 × 70 mm | barna       | Mao Ce-tung és lótusz      | Kujlini táj (Guilini táj)                          | Lótusz      | 1999      | 2000. október 16.   | forgalomban |
| 50 jüan (yuan)  | 150 × 70 mm | zöld        | Mao Ce-tung és krizantém   | Potala palota                                      | Mao Ce-tung | 1999      | 2001. szeptember 1. | forgalomban |
| 100 jüan (yuan) | 155 × 77 mm | vörös       | Mao Ce-tung és Prunus mume | A népek nagy csarnoka                              | Mao Ce-tung | 1999      | 1999. október 1.    | forgalomban |

## Története
A renminbit 1949-ben vezették be, röviddel azután, hogy a kommunisták megnyerték a polgárháborút. A kommunista kormány első feladata a hiperinfláció megállítása volt, amely az országot sújtotta ekkoriban. Miután ez megfékeződött, nyomták ki a második sorozatot még az 1950-es években.
A tervgazdaság időszakában a renminbi árfolyama teljesen valószerűtlen volt a külföldi valutákhoz képest, átváltását szigorú szabályok jellemezték. A kínai gazdaság 1978-as nyitása után kettős árfolyamrendszer került bevezetésre egy belföldre szánt valutával és egy a külföldiek számára készült renminbivel, amelynek árfolyama jóval az előző felett volt. Ez a rendszer kedvezett a feketegazdaságnak, ahol általánossá vált a pénzkereskedelem.
Később a Kínai Népköztársaság a nagyobb konvertibilitás elérése érdekében eltörölte a kettős árfolyamot, és a kialakított cserehelyeken az árfolyamok valósabb értéket vehettek fel. Jelenleg a renminbi magánszemélyek folyószámláin konvertibilis, míg a vállalkozásokén nem. A cél a teljes konvertibilitás elérése, ami azonban egyelőre csak távlati.

## Árfolyama

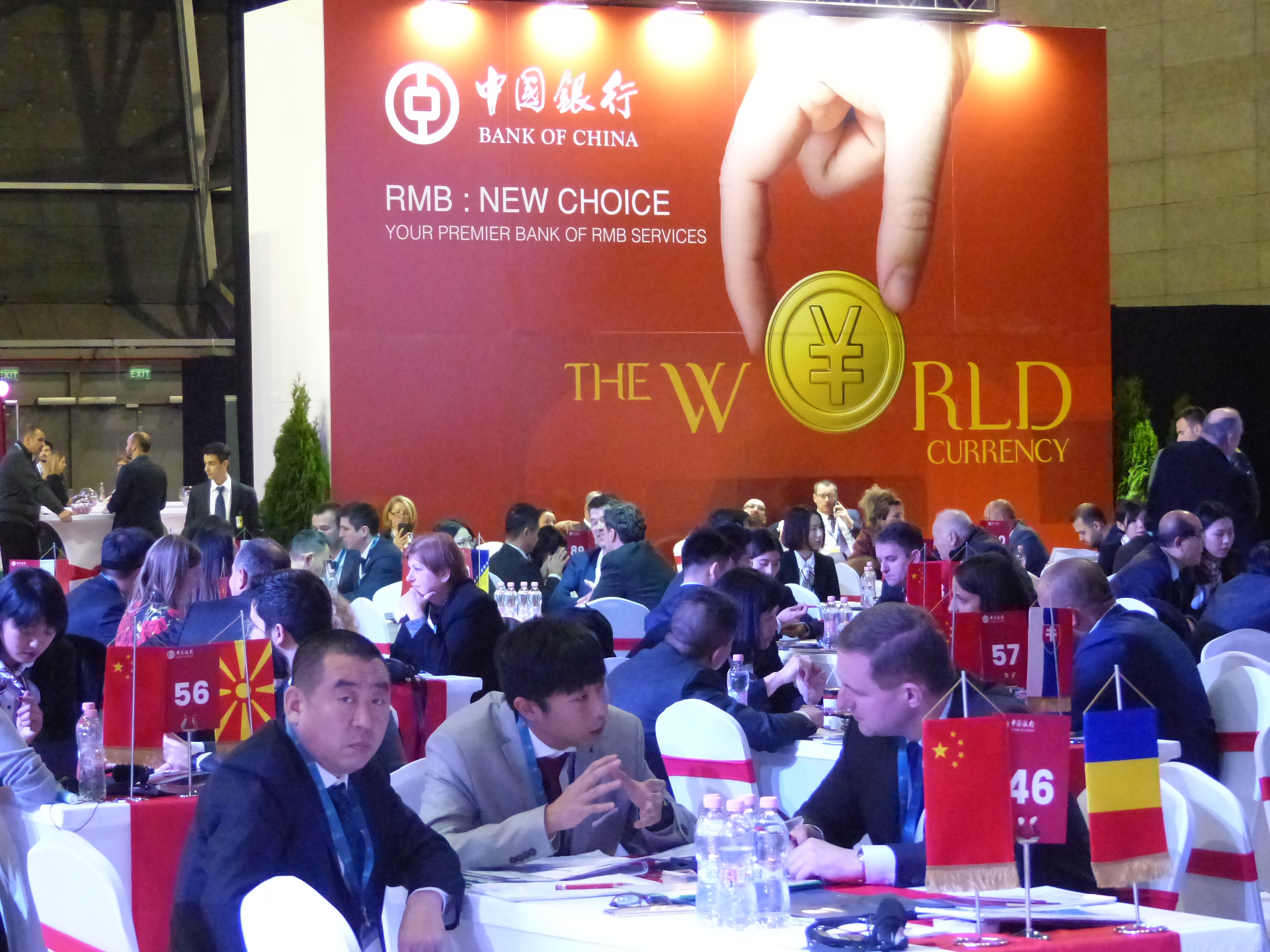
Az RMB világvaluta ambícióit tükrözi a Kína-KKE találkozón használt plakát

A renminbi árfolyamát 1994-től informálisan az amerikai dollár árfolyamához kötik. Ez a gazdaságpolitika Kína számára feltétlen előnyös, azonban a nemzetközi megítélése kettős. Az 1998-as ázsiai gazdasági válság során nagy szolgálatot tett a rendszer, mivel nem engedte Kína meggyengülését. Ám mostanság főleg az Amerikai Egyesült Államok egyre többször támadja a kötött árfolyamrendszert, mivel a dollár – és így a renminbi – gyengülésével Kína gazdasága még versenyképesebb lett az Egyesült Államokéval szemben.
Az Amerikai Egyesült Államok a G7 és az Európai Unió támogatásával nyomást gyakorolt Kínára a renminbi árfolyamának növelése érdekében, hogy az import növekedjen, az export pedig csökkenjen. Kínában azonban tartják magukat a kötött vagy csúszó árfolyamhoz, mivel félnek a szabad árfolyam esetén fellépő spekulációktól. Kisebb módosítást azonban tervez a Kínai Népi Bank azáltal, hogy a jüan (yuan) árfolyamát már nemcsak az amerikai dollárhoz, hanem egy a dollárból, euróból és japán jenből álló kosárhoz is kívánják majd kötni.
Kínát több támadás is éri, mivel valutája nem vihető ki az országból, így kényszerítve rá a külföldi turistákat, befektetőket, hogy ők vigyék oda külföldi valutájukat, amit külföldi államkötvényekbe fektethet be a kínai állam, ezáltal még nagyobb befolyást szerezve a nemzetközi gazdaságban. Másrészt a rendszer hátulütőjeként terepet ad a feketegazdaságnak.
A kínai valuta nemzetközileg konvertibilissé tétele, amely egyelőre csak a távlati célok között szerepel, alapvetően megosztja a nem kínai piaci résztvevőket. Míg a könnyűipar a lépéstől a jüan (yuan) felértékelődését várva a konvertibilitás elérése mellett kardoskodik, az olcsó kínai munkaerőre és termékekre építő számítástechnikai és kereskedelmi cégek érdeke a mostani rendszer megtartása.
Hongkongban a rögzítettől eltérő, piaci áron is kereskednek a valutával, és ehhez megkülönböztetésül a CNH kódot használják a a CNY helyett.

## Déli hamisítványok
Dél-Kínában sok a hamis bankjegy és érme. Ezzel rengeteg embert próbálnak átverni, főként a taxisok. Ezt elkerülendő, érdemes pontos összeggel kifizetni a fuvardíjat, mivel visszaadáskor becsúsztathatnak a valódi bankjegyek és érmék közé egy-egy hamisat. Ha a pénzérme rozsdás, biztosan hamis. A bankjegyeknek van vízjelük, de érdemes megtapogatni Mao Ce-tung arcképének haját és kabátját a bankjegyen, ugyanis ha érdes az a felület, akkor valódi. Az igazi bankjegy további ismertetőjegyei: 
- a tetején lévő minta összeér, ha kettéhajtjuk a bankjegyet,
- ha fehér papírhoz dörzsöljük, megfogja a papírt.